# Xiahou He
En aquest nom xinès, el cognom és Xiahou (夏侯).
Xiahou He va ser un oficial servint sota els dominis del Regne de Wei durant el període dels Tres Regnes de la Xina. Xiahou era el quart fill del famós oficial de Wei Xiahou Yuan. Se sap que Xiahou He va ser un orador molt eloqüent versat en l'art de la guerra. Arran d'una de les moltes Campanyes del Nord de Zhuge Liang, Xiahou He va sortir a la batalla sota el comandament de Sima Yi i es va enfrontar contra l'exèrcit de Shu.